# Ане (Шарант)
Ане (фр. Anais) насеље је и општина у западној Француској у региону Поату-Шарант, у департману Шарант која припада префектури Ангулем.
По подацима из 2011. године у општини је живело 599 становника, а густина насељености је износила 60,69 становника/km². Општина се простире на површини од 9,87 km². Налази се на средњој надморској висини од 75 метара (максималној 139 m, а минималној 60 m).

## Демографија
| 1962. | 1968. | 1975. | 1982. | 1990. | 1999. | 2011. |
| ----- | ----- | ----- | ----- | ----- | ----- | ----- |
| 325   | 374   | 420   | 439   | 446   | 466   | 599   |

График промене броја становника у току последњих година